# شاهان‌کوه
قله شاهان‌کوه بختیاری با ارتفاع ۴۰۴۰ متر از سطح دریا در ۲۰ کیلومتری فریدون‌شهر واقع شده و بلندترین قله استان اصفهان و یکی از قله‌های مهم کوه‌های بختیاری می‌باشد.
چکاد شاهانکوه بختیاری بر روی خط الرأسی با همین نام وطولی بیش از ۴۳ کیلومتر قرار گرفته که جهت کلی آن هم سو با محور اصلی زاگرس یعنی شمال غربی_جنوب شرقی است و از کوه‌های متعددی تشکیل شده که از شرق به غرب عبارت‌اند از: دری، دودکشان، چال روغن، شاهانکوه، جه جر، گورمیشان، دره غول، لاشوم، برد خیمه، چال میشان و مارک که البته در محدوده‌های شاهانکوه، گورمیشان و لاشوم تراکم زیادی از قله‌ها مشاهده می‌شود.
رشته کوه شاهان کوه بختیاری از دره وهرگان در ۴۰ کیلومتری باختر شمالی فریدون‌شهر شروع شده و رو به سوی جنوب خاوری تا دره آب میدانک، ۲۵ کیلومتری جنوب باختری فریدون‌شهر به طول حدود ۴۳ کیلومتر و عرض متوسط آن ۱۰ کیلومترمی باشد. میزان بارندگی سالانه این رشته کوه بین ۸۰۰ تا یک هزار میلی‌متر و میانگین دمای سالیانه آن بین ۵ تا ۱۰ درجه سانتی گراد است. رودخانه خدنگستان، آب ترزه، آب سه پستان و آب سرداب می‌باشد و چشمه لنگان در شمال این رشته کوه قرار دارد.
گفتنی است لازم است ذکر شود این منطقه هزاران سال است که ییلاق عشایر بختیاری است.
پیمایش زمستانه خط الراس (ستیغ) شاهان کوه در اسفند ماه سال ۱۳۹۸ توسط یک تیم از باشگاه کوهنوردی اوج اراک انجام و با هدف آگاهی بخشی حفظ حیات گیاهی و جانوری زاگرس و بقای پرنده باشکوه هما که در این کوهستان زیست می‌کند، همای اوج نام گرفت.
این پیمایش از روستای کمران و رخ جنوبی چکاد دری (وری) آغاز و با گذر از ۱۸ قله اصلی و فرعی و حدود ۲۵ طول طناب فراز و فرود، با فرود از چکاد مارک و روستای دستگرد و طی حدود ۷۵ کیلومتر پایان پذیرفت.
درنهایت این برنامه در فهرست سه صعود برتر فدراسیون کوهنوردی ایران در این سال قرار گرفت.